# Eichstegen
Eichstegen település Németországban, azon belül Baden-Württembergben. Lakosainak száma 538 fő (2023. december 31.).

## Népesség
A település népessége az elmúlt években az alábbi módon változott:
| Lakosok száma | 425  | 439  | 390  | 388  | 399  | 460  | 525  | 524  | 495  | 538  |
|               | 1961 | 1967 | 1974 | 1980 | 1987 | 1993 | 2000 | 2006 | 2013 | 2023 |